# Dacnis hartlaubi
Dacnis hartlaubi là một loài chim trong họ Thraupidae.